# Island Games 2011
Island Games 2011 (De 14. internationale ø-legene) blev afholdt på Isle of Wight i perioden 25. juni til 1. juli 2011. Arrangør af Island Games er International Island Games Association. Guernsey vandt legene med 41 guld, 41 sølv og 25 bronzemedaljer. To lande fra det danske rige deltog i Island Games 2011, Færøerne blev nr. 4 og Grønland endte på en delt 19. plads. Ålandsøerne som er en del af Finland blev nr. 6 og Gotland, som hører til det svenske rige blev nummer 7.

## Medaljefordelingen
| Medaljer ved Island Games på Isle of Man 2011 | Medaljer ved Island Games på Isle of Man 2011 | Medaljer ved Island Games på Isle of Man 2011 | Medaljer ved Island Games på Isle of Man 2011 | Medaljer ved Island Games på Isle of Man 2011 |
| --------------------------------------------- | --------------------------------------------- | --------------------------------------------- | --------------------------------------------- | --------------------------------------------- |
| Ø eller øgruppe                               | Guld                                          | Sølv                                          | Bronze                                        | i alt                                         |
| Guernsey                                      | 41                                            | 41                                            | 25                                            | 107                                           |
| Isle of Man                                   | 26                                            | 22                                            | 20                                            | 68                                            |
| Jersey                                        | 22                                            | 31                                            | 30                                            | 83                                            |
| Færøerne                                      | 20                                            | 20                                            | 15                                            | 55                                            |
| Isle of Wight                                 | 17                                            | 15                                            | 21                                            | 53                                            |
| Åland                                         | 14                                            | 7                                             | 13                                            | 34                                            |
| Gotland                                       | 9                                             | 12                                            | 21                                            | 42                                            |
| Menorca                                       | 8                                             | 8                                             | 12                                            | 28                                            |
| Cayman Islands                                | 8                                             | 7                                             | 8                                             | 23                                            |
| Shetland                                      | 7                                             | 4                                             | 4                                             | 15                                            |
| Gibraltar                                     | 6                                             | 5                                             | 5                                             | 16                                            |
| Saaremaa                                      | 4                                             | 5                                             | 7                                             | 16                                            |
| Bermuda                                       | 3                                             | 5                                             | 10                                            | 18                                            |
| Ynys Môn                                      | 2                                             | 2                                             | 0                                             | 4                                             |
| Orknøerne                                     | 1                                             | 2                                             | 1                                             | 4                                             |
| Hebriderne                                    | 1                                             | 1                                             | 2                                             | 4                                             |
| Sark                                          | 1                                             | 1                                             | 1                                             | 3                                             |
| Hitra                                         | 0                                             | 1                                             | 2                                             | 3                                             |
| Grønland                                      | 0                                             | 1                                             | 1                                             | 2                                             |
| Rhodos                                        | 0                                             | 1                                             | 1                                             | 2                                             |
| Alderney                                      | 0                                             | 0                                             | 0                                             | 0                                             |
| Falklandsøerne                                | 0                                             | 0                                             | 0                                             | 0                                             |
| Frøya                                         | 0                                             | 0                                             | 0                                             | 0                                             |
| St. Helena                                    | 0                                             | 0                                             | 0                                             | 0                                             |